# Honda Shigetsugu
Honda Shigetsugu est un nom japonais traditionnel ; le nom de famille (ou le nom d'école), Honda, précède donc le prénom (ou le nom d'artiste).
Honda Shigetsugu (本多 重次) (1529 – 9 août 1596), aussi appelé Honda Sakuzaemon (作左衛門), est un samouraï de la période Sengoku et du début de l'époque Azuchi Momoyama, au service du clan Tokugawa. Il prend part à de nombreuses importantes batailles du clan Tokugawa clan où il gagne le surnom « Ogre Sakuza » (鬼作左, Oni Sakuza) pour sa férocité. 
Son fils est Honda Narishige.

## Source
- (en) Cet article est partiellement ou en totalité issu de l’article de Wikipédia en anglais intitulé « Honda Shigetsugu » (voir la liste des auteurs).